# Lepthyphantes turbatrix
Lepthyphantes turbatrix là một loài nhện trong họ Linyphiidae.
Loài này thuộc chi Lepthyphantes. Lepthyphantes turbatrix được Octavius Pickard-Cambridge miêu tả năm 1877.